# 무주 소천리 지석묘
무주 소천리 지석묘는 대한민국 전북특별자치도 무주군 설천면 소천리에 있는 청동기 시대의 고인돌이다. 2011년 4월 11일 군산시의 향토문화유산 제4호로 지정되었다.

## 개요
청동기 시대의 지석묘로써 일부 보고서에는 수많은 성혈이 있는 것으로 기록되고 있으나 정확한 성혈은 보이지 않는다.

## 현지 안내문
소천리지석묘군이 위치한 동쪽에는 남대천이 동남에서 서북으로 흘러 금강에 이어지고 있다. 2기의 지석묘는 하천과 나란한 방향으로 놓여 있는데 규모가 큰 북쪽의 것을 1호, 남쪽의 것을 2호 지석묘라 한다.
1호 지석묘 상석의 규모는 장측 392cm, 두께 57cm로 평면은 장방형에 가까우며, 단면은 상면이 평평한 판석형이다. 하부에는 지석으로 판단되는 3기의 석재들이 보이나 파괴된 묘식의 석부재인지는 확실히 알 수 없다. 일부 보고서에서는 수많은 성혈이 있는 것으로 기록되고 있으나 정확한 성혈(性穴)은 보이지 않는다.
2호 지석묘 상석의 규묘는 장측 333cmㅡ 단측 246cm, 두께 40cm로 평면의 형태는 부정형에 가까우며, 단면은 정방형에 가까운 형태나 상면이 평평하지 않다. 하부구조는 관찰되지 않으며, 지석묘 상석 상면에는 성혈(性穴)로 판단되는 구멍 1개가 확인된다.